# 5º Reggimento carabinieri "Emilia-Romagna"
Il 5º Reggimento carabinieri “Emilia-Romagna” è un reparto dell'organizzazione mobile dell'Arma dei Carabinieri, e dislocato a Bologna, nella caserma "Mazzoni"

## Storia
Le origini del Reparto risalgono al 2 maggio 1920 quando, con decreto del Ministero della Guerra, vennero costituiti 18 Battaglioni Mobili per il concorso ai servizi di ordine e sicurezza pubblica, uno dei quali denominato “Battaglione Mobile CC Bologna”. Il 10 gennaio 1923, il Reparto assunse la denominazione di “5º Battaglione Mobile Carabinieri”, poi sciolto con Regio Decreto n. 2980 del 30 dicembre 1923. 
Con l’entrata in guerra dell’Italia nel secondo conflitto mondiale, fu ricostituito il “5º Battaglione CC Mobilitato” che, dopo essere stato impiegato per esigenze belliche, venne sciolto a seguito dell’Armistizio dell’8 settembre 1943. Nuovamente ricostituito nel 1945, il Reparto assunse, dal 1º aprile 1963, la denominazione di “V Battaglione Carabinieri”, con sede a Bologna e posto alle dipendenze del 2º Reggimento Carabinieri di Roma. Dal 1º settembre 1977 (data in cui divenne Comando di Corpo, assumendo l’attuale denominazione di 5º Battaglione Carabinieri “Emilia Romagna”), l’Unità fu inquadrata nell’11ª Brigata Carabinieri (dal 1º settembre 2001 denominata 1ª Brigata Mobile). Con Decreto del Presidente della Repubblica del 1977, fu assegnata al Reparto la Bandiera di Guerra del disciolto 5º Reggimento Carabinieri. 
In data 1º ottobre 2009, con la riorganizzazione dei reparti della 1ª Brigata Mobile, il 5º Battaglione Carabinieri “Emilia Romagna” ha assunto una nuova struttura ordinativa, attagliata alle effettive esigenze operative. Il 10 settembre 2012, il 5º Battaglione Carabinieri “Emilia Romagna” è stato elevato al rango di “Reggimento”, con la collocazione alle proprie dipendenze del 6º Battaglione Carabinieri “Toscana”.

## Compiti
- Concorso alla difesa integrata del territorio nazionale;
- Partecipazione ai servizi di ordine pubblico nel corso di grandi manifestazioni ed eventi quali le manifestazioni sportive, concerti;
- Vigilanza ad obiettivi sensibili militari e a quelli di natura civile definiti, di volta in volta, dall'autorità di pubblica sicurezza;
- Predisposizione di assetti da impiegare nelle missioni “fuori area” per l’assolvimento delle funzioni di polizia militare ed il sostegno di alcune attività logistiche;
- Supporto dell'organizzazione territoriale (S.A.T) per incrementare il controllo del territorio nelle grandi aree urbane, extra urbane e rurali nelle zone più sensibili sotto il profilo della sicurezza pubblica nonché le esigenze di protezione civile tramite l'ausilio delle C.I.O.
- Prevenire, contrastare e contenere atti di terrorismo, nonché intervenire in situazioni di crisi ad alto rischio, tramite l'ausilio delle unità S.O.S.

## Organizzazione
- Ufficio comando
- CP. Cdo e servizi
- 1ª compagnia
- 2ª compagnia